# 一円銀貨

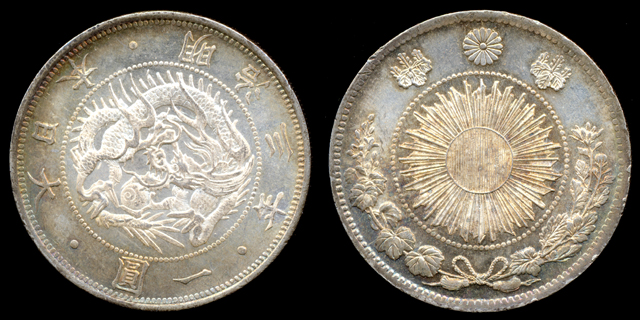
旧1円銀貨(竜と旭日)

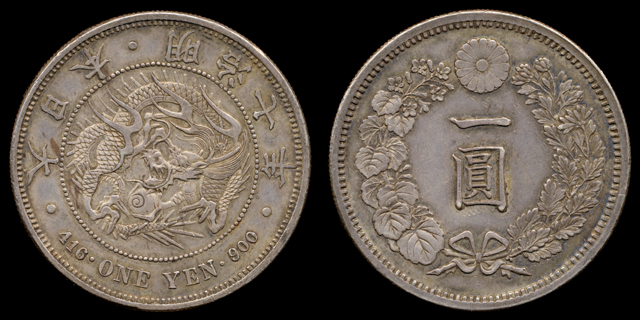
新1円銀貨(竜)

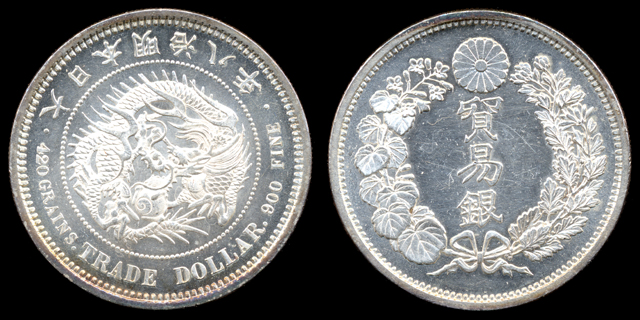
貿易銀(竜)

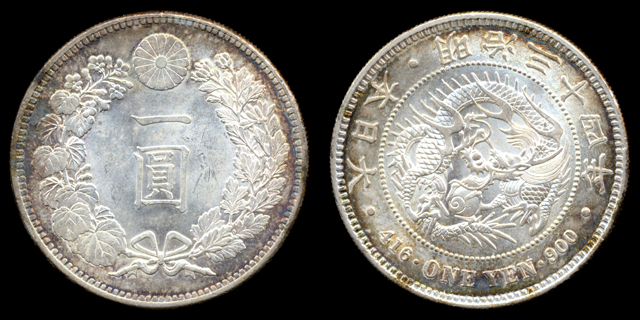
台湾銀行兌換引換用圓銀（円形銀塊）

一円銀貨（いちえんぎんか）は、日本の近代銀貨である。「円銀」とも呼ばれる。

## 歴史
1871年（明治4年）の新貨条例により、対外貿易専用銀貨として発行された。1914年（大正3年）まで製造され、主に台湾や中国で流通した。
品位は銀.900、銅.100、量目は26.96グラム（416グレイン）で大型と小型に大別され、量目は同じだが直径が異なる。大型は直径38.6mm小型は38.1mmである。大型は1887年（明治20年）まで、小型は大型に代わり同1887年から1914年（大正3年）まで製造された。製造された当時は明治維新後まもなく、造幣技術が確立されていなかったため政府は英国に範を求めたが、持参した加納夏雄の原図の竜図が絶賛され、日本で製造されることになった。また1875年より1878年まで、メキシコ銀貨などと量目をあわせ、同じく貿易専用の「貿易銀」（量目420グレイン）も鋳造された。
1878年（明治11年）からは日本国内でも一円銀貨の流通が認められ、金準備が不足し名目と化した金本位制下における事実上の本位貨幣となる（金銀複本位制、事実上の銀本位制）。1885年には一円銀貨との兌換を明記した紙幣（日本銀行兌換銀券）が発行された。ただし、一円銀貨が日本国内の市場での支払いに用いられることは稀であり、これに相当する高額の支払いは大半が明治通宝や改造紙幣、日本銀行兌換銀券などといった紙幣によるものであった。
1897年の貨幣法施行による金兌換再開にともない、一円銀貨の金貨との引換と日本での通用停止が決まった。しかし日清戦争以来、台湾や朝鮮では一円銀貨が盛んに流通していて、すぐに通用停止とすることができず、当分の間、「丸銀」の極印を「一圓」の文字の左側または右側に打って、外地のみ通用を認めた。いざ実施してみると、丸銀の極印のあるなしで、通用するしないといった市場の混乱が発生したため、1897年に発効した丸銀極印打ちは、翌1898年には取りやめになり、その年に一円銀貨の日本内地での流通は禁止された。しかし日清戦争の結果1897年より日本領となった台湾では一円銀貨の流通が続き、外地および海外向けの一円銀貨（明治34年銘以降の一円銀貨は日本国内では通用しなかったので、「円形銀塊」とも呼ばれた）の製造は1914年まで行われた。

## 収集
一円銀貨は収集家の間で人気があり、価格は手変わりや状態、年号などにより、数千円から数十万円もの大差がある。近年では台湾や中国から日本に大量に逆輸入されている。また、今は廃貨となっていて有効な貨幣ではないために贋作の製造・流通自体は犯罪とならず収集家向けの贋作も存在している。但し贋作と知りながら本物として売ると詐欺罪にあたる。
近年では特別年号（特年、発行枚数の少ない年号）のみならず並年号（並年、発行枚数の多い年号）においても3Dプリンターで製作されたものなど精巧な贋作が多数出回っており、中国製のものも多く、中には本物とミクロン単位という顕微鏡レベルの違いしかないものもあり、特に注意が必要とされている。